# Trường đua đường phố Hà Nội
Trường đua đường phố Hà Nội (tiếng Anh: Hanoi Street Circuit), thường được gọi là Trường đua F1 Việt Nam, là địa điểm tổ chức các cuộc đua xe ở quận Nam Từ Liêm, Hà Nội. Nó là một trường đua được thiết kế trên đường phố, trường đua được xây dựng mới mục đích ban đầu là để tổ chức Giải đua công thức 1 Việt Nam (Vietnamese Grand Prix), một chặng trong Giải đua công thức 1 (F1) của FIA (Liên đoàn Ô tô Quốc tế). Đường đua dài 5,607 km (3,484 dặm) với 23 (ban đầu là 22) khúc cua và được thiết kế bởi kiến trúc sư người Đức Hermann Tilke. Trường đua được dự kiến ra mắt vào tháng 4 năm 2020 để tổ chức giải đua F1 Việt Nam lần đầu tiên, chặng thứ 3 trong tổng số 22 chặng đua của mùa giải F1 năm 2020, tuy nhiên, giải đua bị hủy bỏ do diễn biến phức tạp của đại dịch COVID-19.

## Địa điểm
Địa điểm xây dựng trường đua nằm ở quận Nam Từ Liêm, một quận mới được thành lập và bắt đầu đi vào hoạt động năm 2014. Trường đua nằm cách trung tâm thành phố Hà Nội khoảng 12 km và cách sân bay quốc tế Nội Bài khoảng 27 km. Phần lớn trường đua nằm trong khuôn viên của Khu liên hợp Thể thao Quốc gia Mỹ Đình, thuộc địa bàn các phường Mễ Trì, Phú Đô, Mỹ Đình 1 và Mỹ Đình 2.

## Thiết kế
- Khu vực xuất phát và về đích của trường đua được đặt tại ngõ P2 đường Lê Quang Đạo, sau khi xuất phát và đi hết ngõ P2, các tay đua sẽ gặp 5 khúc cua liên tiếp tại vòng xuyến đầu ngõ, sau đó đi theo đường Lê Quang Đạo khoảng 800 m hướng về phía Đại lộ Thăng Long sẽ gặp vòng xuyến ở ngã tư Lê Quang Đạo - Châu Văn Liêm, đó là khúc cua thứ 6 đến thứ 9.
- Sau khi rời khỏi khúc cua số 9 các tay đua quay đầu trở lại về phía Tây Bắc tiếp tục đi theo đường Lê Quang Đạo hướng về phía ngã tư Tân Mỹ - Lê Quang Đạo. Đây là đoạn đường cong gần thẳng có khúc cua thứ 10 ở giữa, đây là một khúc cua rộng nên quãng đường từ khúc cua thứ 9 đến thứ 11 dài 1,5 km là đoạn đường lý tưởng để các tay đua tăng tốc và bứt phá với tốc độ có thể lên tới 335 km/h. Đến ngã tư Tân Mỹ - Lê Quang Đạo các tay đua sẽ rẽ trái vào khúc cua thứ 11 và tiếp tục đi quãng đường thẳng đến quảng trường phía trước Sân vận động Quốc gia Mỹ Đình. Sau đó các tay đua sẽ rẽ phải vào đoạn đường gấp khúc khó nhất của trường đua với 10 khúc cua liên tục từ 12 đến 21. Sau đó các tay đua rẽ trái vào khúc cua số 22 và về đích ở sau khúc cua đó khoảng 150 m.
- Lối vào khu vực pit stop để thay lốp của các tay đua sẽ ở gần khúc cua thứ 21 và lối ra sẽ ở sau khúc cua thứ 22
- Theo Ban tổ chức, việc thiết kế các khúc cua của trường đua được lấy cảm hứng từ thiết kế của các trường đua hiện hữu trên khắp thế giới hiện nay, cụ thể như trường đua Nürburgring, Đức (1 – 2); Monaco (12 – 15); Suzuka, Nhật Bản (16 – 19) và Sepang, Malaysia (20 – 22).[2][5][6]
- Tháng 12 năm 2019, khúc cua thứ 23 được bổ sung, được thiết kế gần vạch đích.